# Thelaira nigrina
Thelaira nigrina là một loài ruồi trong họ Tachinidae.